# سوئدیش هاوس مافیا
سوئدیش هاوس مافیا(به انگلیسی: Swedish House Mafia) یک ابرگروه موسیقی هاوس سوئدی است که اعضای آن اکسول، استیو آنجلو، و سباستین اینگروسو هستند. گروه در اواخر سال ۲۰۰۸ شکل گرفت. این ابرگروه در جایگاه دهم رای‌گیری ۱۰۰ دی‌جی برتر سال ۲۰۱۱ مجله دی‌جی قرار گرفت و به «چهره‌های اصلی جریان موسیقی پراگرسیو هاوس» نامیده شدند. در ۲۴ ژوئن ۲۰۱۲، گروه از طریق وب‌سایتش اعلام کرد که اعضای گروه پس از «آخرین تور» از هم جدا خواهند شد، که در اولترا میامی ۲۰۱۳ در ۲۴ می ۲۰۱۳ به پایان رسید. این گروه دوباره در سال ٢٠١٨ تشکیل شد. 
آخرین اجرای آنها به تاریخ ۲۴ مارس ۲۰۱۳ در Ultra Music Festival برمیگردد. از آن پس تا ۵ سال بعد از جداییشان استیو آنجلو به صورت تکی کار کرد تا زمانی که اکسول و اینگروسو شروع به همکاری دو نفره کردند. و سرانجام در تاریخ ۲۵ مارس ۲۰۱۸ این گروه با خبر سوپرایز کنندهٔ اتحاد دوباره شان برگشتند و در فستیوال سالیانهٔ موسیقی Ultra در میامی ظاهر شدند.
پیش از تشکیل این گروه، این سه نفر از اواخر دههٔ ۱۹۹۰ تا اوایل دههٔ ۲۰۰۰ به عنوان دی جی‌های تکی کار می‌کردند. استیو آنجلو و اینگروسو به عنوان بچه‌هایی که باهم در استوکهولم بزرگ شدند شناخته شده‌اند و اغلب نیز با نام‌های مستعار در حرفه‌های اولیهٔ خود همکاری می‌کنند. همکاری آنها با اکسول در دههٔ بعدی رخ داد که این دو دی جی یک دی جی سوئدی را به صورت اتفاقی در ملاقاتی کشف کردند.
در اواسط دههٔ ۲۰۰۰ اکسول، آنجلو و اینگروسو خودشان را با برپایی اجراهایی به همراه هم پیدا کردند و یک شخص دی جی سوئدی دیگر به نام دی جی اریک پریدز نیز برای برخی از اجراهایشان به آنها پیوست. و مردم آنها را به عنوان چهار دی جی سوئدی می‌شناختند و این نام یعنی Swedish House Mafia نیز به صورت دهان به دهان توسط طرفداران چرخید و در اواخر سال ۲۰۰۸ به صورت رسمی پایه‌گذاری شد. اما چندی نگذشت که اریک پریدز از آنها جدا شد و خودش را "Control Freak" معرفی کرد و گفت که حتی با نزدیک‌ترین دوستانش هم نمی‌تواند همکاری کند و می‌خواهد در تاریخ نوامبر ۲۰۰۸ درست پس از تشکیل گروه از آن خارج شود.
آنها با هنرمندان مطرحی از جمله Pharrell WilliamsTinie TempahJohn MartinKnife Party همکاری داشته‌اند و ترک‌هایی از گروه Coldplay و Usher را نیز رمیکس کرده‌اند. همچنین در تاریخ ۱۴ ژوئن ۲۰۱۲ آنها در کنار Calvin HarrisAlesso و Example اجرا داشته‌اند.